# Eberbach
Eberbach è un comune tedesco di 15 058 abitanti, situato a circa 33 km ad est di Heidelberg, nel land del Baden-Württemberg. Il centro abitato si trova ai piedi del Katzenbuckel che, con i suoi 626 metri di altezza, costituisce il più alto rilievo nella Odenwald.
La collocazione geografica, adiacente al fiume Neckar, all'interno del Naturpark Neckartal-Odenwald, e la ricchezza di castelli e monumenti, rendono la cittadina particolarmente piacevole ed attraente per i turisti. Eberbach si trova infatti sull'intinerario della Burgenstraße (strada dei castelli).